# Myron Boyd
Myron Boyd  (* 1909; † 1978) war ein US-amerikanischer Methodistenprediger und Mitbegründer der National Religious Broadcasters.

## Leben
Boyd schloss sein Studium am Seattle Pacific College im Jahr 1932 ab. Nach seiner Ordination arbeitete er in verschiedenen Kirchen in Washington, bevor er der Pastor der First Free Methodist Church in Seattle wurde. Boyd nutzte das Radio um zu predigen. Er wurde der Prediger eines regionalen christlichen Radiosenders mit dem Namen Gospel Clinic. Danach war er der Gastgeber der Radiosendung Light and Life Hour, die aus Winona Lake (Indiana) gesendet wurde. Er war 1944 ein Gründungsmitglied der National Religious Broadcasters, einer Vereinigung evangelikaler Medienschaffender.
Im Jahr 1947 gab Boyd seine Anstellung als Pastor auf, um sich fortan ausschließlich seiner Tätigkeit im Radio zu widmen. 1976 beendete er seine Tätigkeit bei Light and Life Hour und wurde Bischof der Free Methodist Church.